# Alessandro Malaspina (sous-marin)
Le Alessandro Malaspina (numéro de fanion " MP ") est un sous-marin de la classe Marconi en service dans la Regia Marina pendant la Seconde Guerre mondiale.
Le navire a été nommé en l'honneur du Alessandro Malaspina (1754-1810), un militaire, un explorateur et un navigateur italien au service de l'Empire espagnol.

## Caractéristiques
Les sous-marins de la classe Marconi déplaçaient 1 195 tonnes en surface et 1 490 tonnes en immersion. Les sous-marins mesuraient 76,5 mètres de long, 6,81 mètres de large et 4,72 mètres de tirant d'eau. Ils avaient une profondeur de plongée opérationnelle de 90 mètres (275 pieds). Leur équipage comptait 57 officiers et hommes.
Pour la navigation de surface, les sous-marins étaient propulsés par deux moteurs diesel CRDA de 1 800 chevaux-vapeur (1 325 kW), chacun entraînant un arbre d'hélice. En immersion, chaque hélice était entraînée par un moteur électrique Marelli de 750 chevaux-vapeur (550 kW). Ils pouvaient atteindre 17,8 nœuds (33 km/h) en surface et 8,2 nœuds (15,2 km/h) sous l'eau. En surface, la classe Marconi avait une autonomie de 10 500 milles nautiques (19 500 km) à 8 noeuds (14,8 km/h), en immersion, elle avait une autonomie de 110 milles nautiques (203 km) à 3 noeuds (5,6 km/h) .
Les sous-marins étaient armés de 8 tubes lance-torpilles internes de 533 millimètres (4 à l'avant et 4 à l'arrière) pour lesquels ils transportaient 16 torpilles. Ils étaient également armés de 1 canon de pont de 100 mm calibre 47 Modèle 1938 pour le combat en surface. Leur armement anti-aérien consistait en 2 mitrailleuses doubles Breda Model 1931 de 13,2 mm.

## Construction et mise en service
Le Alessandro Malaspina est construit par le chantier naval Odero-Terni-Orlando (OTO) de La Spezia en Italie, et mis sur cale le 18 février 1940. Il est lancé le 20 juin 1940 et est achevé et mis en service le 15 mai 1940. Il est commissionné le même jour dans la Regia Marina.

## Historique
De nombreux marins destinés au sous-marin Alessandro Malaspina n'avaient aucune expérience de l'embarquement dans les sous-marins, aussi la formation de l'équipage a-t-elle été effectuée pendant les essais du sous-marin.
Dès qu'il a été opérationnel, le Malaspina reçoit l'ordre de se rendre dans l'Atlantique. Le 29 juillet 1940, il appareille de La Spezia sous le commandement du capitaine de frégate Mario Leoni et le 3 septembre il passe le détroit de Gibraltar, devant plonger après avoir aperçu un destroyer. À cause des forts courants et des défaillances des gouvernails, il coule jusqu'à 152 mètres de profondeur (la proue jusqu'à 165) réussissant finalement à refaire surface sans dommages. Il dirige alors pour son propre secteur d'opération,. Le 12 août 1940, c'est le premier sous-marin italien de l'Atlantique à couler un navire ennemi: il immobilise avec le lancement de quatre torpilles le pétrolier britannique British Fame (8 406 tonneaux de jauge brute, isolé du convoi OB 193), et fait abandonner son équipage (45 hommes sont sauvés sur trois chaloupes, les morts sont au nombre de 3 et le commandant est retenu prisonnier sur le Malaspina) et le termine par des tirs de canon, le coulant à la position géographique de 37° 44′ N, 22° 56′ O; puis il remorque pendant une heure (devant finalement abandonner à cause de la mer de plus en plus agitée) les chaloupes, qui réussissent alors à atteindre les Açores,. Le 4 septembre, le Malaspina atteint Bordeaux, où se trouve la base italienne de Betasom. Le 30 septembre, le sous-marin reçoit la visite de l'amiral Karl Dönitz, commandant des forces sous-marines de la Kriegsmarine.
Le 9 octobre, le sous-marin Malaspina appareille pour la deuxième mission à l'ouest de l'Écosse, où il arrive neuf jours plus tard. Il cherche alors un convoi signalé par un U-boot allemand mais ne parvient pas à l'atteindre avant sa destruction, tandis que dans la nuit du 20 au 21 octobre, il lance quatre torpilles (dont une seule touche) contre un transport estimé à 3 400 tonneaux. Il canonne sans succès pendant une courte période, puis a finalement interrompu l'action parce que l'obscurité et le mauvais temps l'empêchaient de tirer (alors que le cargo n'avait aucun mal à réagir avec ses canons de bord). Le 31 octobre, il repère un convoi de sept navires marchands, mais ne peut l'attaquer en raison des manœuvres d'un des deux destroyers d'escorte. Le 4 novembre, il fait demi-tour et tente également d'attaquer un croiseur auxiliaire, mais il ne peut pas l'atteindre d'abord à cause des manœuvres du navire, puis à cause de la nuit. Le lendemain, il aperçoit un autre grand croiseur auxiliaire qui l'a canonné, le forçant à plonger. Le 9 novembre, le Malaspina rentre à sa base.
Un cycle de travail s'ensuit et le 5 janvier 1941, le sous-marin quitte Bordeaux pour sa troisième mission. Du 13 au 24 janvier, il cherche des navires dans sa zone d'embuscade à l'ouest de l'Écosse, mais en vain. Il se déplace ensuite plus au sud où il aperçoit un destroyer sans pouvoir l'attaquer, tandis que le 28 janvier, il repère un croiseur auxiliaire qui est lui aussi trop loin pour être attaqué. Deux jours plus tard, il reprend sa route, arrivant à Betasom le 28 février.
Le 23 avril (avec le lieutenant de vaisseau Giuliano Prini comme nouveau commandant), le Malaspina  entame une nouvelle mission à l'ouest de l'Irlande, endommageant à la torpille, le 3 mai, le paquebot Lycaon (qui s'éloigne cependant aidé par le mauvais temps qui limite la visibilité). Il attaque ensuite un convoi d'une vingtaine de transports mais il est d'abord contraint de plonger par une attaque aérienne puis est bombardé pendant neuf heures avec des grenades sous-marines par trois destroyers. La mission se termine début juin (et pendant la navigation de retour le Malaspina est attaqué par un autre avion, un Short S.25 Sunderland) ,.
Le 27 juin, le sous-marin navigue de Bordeaux à l'ouest de Gibraltar et le 3 juillet, il aperçoit un destroyer sans pouvoir l'attaquer. Onze jours plus tard, il coule à 105 milles nautiques (194 km) au sud-ouest des Açores le vieux vapeur grec Nikoklis (3 576 tonneaux), dont l'équipage perd 11 hommes sur 28, tandis que le 17 juillet, il coule à la position géographique de 30° 44′ N, 17° 33′ O le vapeur anglais Guelma (4 402 tonneaux) en route vers Madère-Freetown. Quelques jours plus tard, le Malaspina retournae à sa base où il est soumis à des travaux qui durent jusqu'en septembre,.
Le 7 septembre 1941, il part pour sa sixième mission, avec un retour prévu en octobre. Cependant, il ne donne aucune nouvelle de lui et le 18 novembre, il est déclaré perdu en mer dans des circonstances inconnues.
Deux actions auraient pu déterminer la perte du Malaspina:
- une chasse aux bombes sous-marines effectuée par le destroyer HMS Vimy qui escorte le convoi HG 73 en route vers Gibraltar-Liverpool le 24 septembre 1941, à la position géographique de 37° 46′ N, 19° 18′ O[2],[8];
- une attaque aérienne menée le 10 septembre 1941 par un hydravion Short Sunderland de l'escadron X (X Squadron) de la Royal Air Force (RAF) à la position géographique de 46° 23′ N, 11° 22′ O (l'appareil a aperçu un sous-marin - identifié comme un U-boot allemand de grande croisière et portant un camouflage violet-vert-gris - se déplaçant à la surface à 8 noeuds et a largué trois grenades sous-marines, dont deux l'ont touché une fois à l'arrière et une fois à l'arrière de la tourelle (kiosque) alors qu'il plongeait. Le sous-marin a alors été vu immobile sous la surface tandis qu'une grande nappe de pétrole s'étendait au-dessus de lui et a été vue par un autre avion le lendemain également; aucun sous-marin de l'Axe n'a disparu dans la zone à ce moment-là, à l'exception du Malaspina)[2].

Les commandements des sous-marins italiens et allemands ont attribué au Malaspina disparu le naufrage de trois navires marchands (appartenant au convoi HG 73) vu sur le point de couler (un brûlé), à la position géographique de 44° 09′ N, 21° 45′ O, par un éclaireur allemand, le 24 septembre. Comme aucun autre sous-marin, italien ou allemand, n'a revendiqué ces naufrages, ils ont été attribués au Malaspina, mais il n'y a pas de confirmations du côté britannique et de toute façon, compte tenu des dates indiquées pour les actions qui auraient conduit au naufrage du sous-marin italien, ces trois naufrages sont extrêmement improbables, (probablement une erreur de l'observateur de l'avion).
Avec la disparition du Malaspina, le commandant Prini - dont la mémoire a été récompensée par la Médaille d'or de la valeur militaire -, 6 autres officiers et 53 sous-officiers et marins.
Le sous-marin avait effectué 6 missions de guerre, toutes dans l'Atlantique, couvrant un total de 27 281 milles nautiques (50 524 km) en surface et 1 851 milles nautiques (3 428 km) sous l'eau.

## Navires coulés
| Patrouille | Date            | Navire       | Nationalité | Tonnage | Notes                                                               |
| ---------- | --------------- | ------------ | ----------- | ------- | ------------------------------------------------------------------- |
| 1re        | 12 août 1940    | British Fame | Royaume-Uni | 8 406   | Pétrolier du Convoi OB 193; 3 morts parmi les 49 membres d'équipage |
| 3e         | 3 mai 1941      | Lycaon       | Royaume-Uni |         | Passager Liner. Endommagé                                           |
| 4e         | 14 juillet 1941 | Nikiklis     | Grèce       | 3 576   | Cargo; 11 morts parmi les 28 membres d'équipage                     |
| 4e         | 17 juillet 1941 | Guelma       | Royaume-Uni | 4 402   | Cargo; pas de victimes                                              |
| Total:     | Total:          | Total:       | Total:      | 16 384  |                                                                     |